# Кулешов, Анатолий Нилович
Анато́лий Ни́лович Кулешо́в (бел. Анатоль Куляшоў; род. 25 июля 1959 года, Али-Байрамлы, Азербайджанская ССР) — государственный и общественный деятель Белоруссии, генерал-лейтенант милиции. Министр внутренних дел Беларуси со 2 июня 2009 года по 11 мая 2012 года.

## Биография
В 1976—1977 годах работал трактористом Старосельского лесничества Чашникского района Витебской области. В 1977—1979 годах проходил службу в Вооружённых Силах.
В милиции служит с 1980 года, начав службу милиционером полка по охране зданий совпарторганов, объектов, учреждений Госбанка в Минске.
В 1986 году окончил Минскую высшую школу МВД СССР (сегодня Академия МВД РБ), в 1992 году — Академию МВД СССР. Специальность по образованию — правоведение, организация правоохранительной деятельности.
Работал после окончания Минской высшей школы МВД СССР оперуполномоченным по делам несовершеннолетних ОУР Ленинского РОВД Минска. Служил в уголовном розыске на разных должностях, в том числе в УВД Мингорисполкома. С ноября 1992 года возглавлял отделение УР Ленинского РОВД, затем — криминальную милицию райотдела.
В марте 1995 был назначен заместителем начальника управления уголовного розыска УВД города Минска.
С 1996 по 1998 годы руководил управлением внутренних дел Заводского района столицы. С 1998 по 2001 возглавлял Фрунзенское РУВД.
8 мая 2001 года возглавил УВД Гомельского облисполкома.
В июне 2003 года Кулешову присвоено специальное звание «генерал-майора милиции». 2 июля 2003 года указом президента № 281 был назначен начальником главного управления внутренних дел Минского горисполкома (заняв место Александра Рака).
29 августа 2008 года назначен заместителем министра внутренних дел — начальником милиции общественной безопасности Беларуси. 5 декабря 2008 года был назначен первым заместителем министра внутренних дел — начальником криминальной милиции МВД Республики Беларусь.
6 апреля 2009 года был назначен временно исполнять должность министра внутренних дел (после отставки Министра внутренних дел Владимира Наумова по состоянию здоровья).
2 июня 2009 года Президент Республики Беларусь А. Г. Лукашенко своим Указом № 280 назначил генерал-майора милиции Анатолия Ниловича Кулешова министром внутренних дел страны, освободив его от должности первого заместителя министра — начальника криминальной милиции.
22 февраля 2011 года генерал-майору милиции Кулешову присвоено очередное специальное звание генерал-лейтенанта милиции.

## Санкции ЕС
2 февраля 2011 года попал в список белорусских чиновников, которым запрещён въезд в ЕС. В обосновании Европейского совета было указано, что Кулешов активно участвовал в репрессиях против гражданского общества в Беларуси и как министр внутренних дел командовал войсками, которые жестоко подавили мирные демонстрации 19 декабря 2010 года..

## Награды
- Орден «За службу Родине» III степени
- Медаль «За безупречную службу»
- Медаль «За отличную службу по охране общественного порядка»
- Медаль 60 лет Победы в Великой Отечественной войне 1941—1945 гг..